# Seifert-Faserung
In der dreidimensionalen Topologie versteht man unter einer Seifert-Faserung eine dreidimensionale Mannigfaltigkeit, die auf eine bestimmte Weise durch Kreise gefasert ist. Eine solche Seifert-gefaserte Mannigfaltigkeit lässt sich als Vereinigung unendlich vieler (beliebig geformter) Kreise vorstellen, die entweder „parallel“ zueinander verlaufen, oder sich um diskret liegende „singuläre“ Kreise wickeln. Gelegentlich werden Seifert-Faserungen auch als Seifert-Faserraum bezeichnet, um die Mannigfaltigkeit (den Totalraum) von der Faserung zu unterscheiden.
Seifert-Faserungen spielen eine wichtige Rolle bei der Geometrisierung von 3-Mannigfaltigkeiten, da ihre Geometrie und Topologie gut verstanden ist.

## Definitionen
Zunächst definiert man auf einem Volltorus eine triviale Faserung {\displaystyle D^{2}\times S^{1}}, wobei {\displaystyle D^{2}} eine Kreisscheibe und {\displaystyle S^{1}} einen Kreis (eine Faser) bezeichnet. Im {\displaystyle \mathbb {R} ^{3}} kann man sich die Faserung so vorstellen, dass man die Scheibe als Querschnitt des Volltorus nimmt, und die Kreise durch Rotation eines Punktes auf der Scheibe um die Achse, die durch das „Loch“ des Torus geht.
Schneidet man einen solchen trivial gefaserten Torus entlang einer Scheibe auf, verdreht eine der beiden Schnittflächen um den Winkel {\displaystyle 360^{\circ }\cdot q/p} ({\displaystyle p} und {\displaystyle q} teilerfremde natürliche Zahlen) und klebt die beiden Scheiben so verdreht wieder zusammen, so erhält man einen {\displaystyle (p,q)}-gefaserten Volltorus. Im abgebildeten Beispiel erhält man einen {\displaystyle (5,2)}-Seifert-gefaserten Volltorus, indem man die Unterseite um {\displaystyle 360^{\circ }\cdot 2/5} dreht und mit der Oberseite verklebt. Die Zahlen geben an, welche Fasern dabei zusammengeklebt werden.
Die zentrale Faser bleibt dabei unverändert, die restlichen Fasern werden jeweils mit {\displaystyle p} anderen Fasern (im Beispiel mit 5) zu einer neuen Faser verklebt. Diese neue Faser wickelt sich {\displaystyle p}-mal längs der zentralen Faser (hier 5-mal) und dabei {\displaystyle q}-mal (hier 2-mal) um die zentrale Faser (in Richtung des Querschnitts) herum.
Eine Seifert-Faserung ist nun einer 3-Mannigfaltigkeit {\displaystyle M}, die sich so in disjunkte Kreise (genannt Fasern) zerlegen lässt, dass jede Faser eine Umgebung besitzt, die entweder zum trivial gefaserten Volltorus isomorph ist oder zu einem {\displaystyle (p,q)}-gefaserten Volltorus. „Isomorph“ bedeutet in diesem Zusammenhang, dass es einen Homöomorphismus gibt, der Fasern auf Fasern abbildet.
Eine Faser heißt regulär, wenn sie eine Umgebung isomorph zum trivial gefaserten Volltorus besitzt, andernfalls heißt sie singulär. Eine Faser ist genau dann singulär, wenn sie der zentralen Faser eines Seifert-gefaserten Volltorus entspricht.

## Eigenschaften
Eine Seifert-Faserung ist keine Faserung im mathematischen Sinn, sondern eigentlich eine Blätterung. Der Begriff „Faserung“ ist hier historischen Ursprungs. Allerdings lässt sich eine Seifert-Faserung auch als singuläre Faserung oder Seifert-Bündel über einer Orbifaltigkeit auffassen.
Obwohl sich die Topologie eines einzelnen Volltorus durch eine Seifertfaserung nicht verändert, besitzt eine Seifert-Faserung einer Mannigfaltigkeit topologische Information über die Mannigfaltigkeit. Das liegt daran, dass die Seifert-Faserung festlegt, wie verschiedene Volltori entlang ihrer Oberflächen verklebt werden können. Beispielsweise ist eine Seifert-Faserung nur auf bestimmten 3-Mannigfaltigkeiten möglich. Es gilt:
Die universelle Überlagerung einer Seifert-gefaserten 3-Mannigfaltigkeit ohne Rand ist homöomorph zur 3-Sphäre {\displaystyle S^{3}}, zum Euklidischen Raum {\displaystyle \mathbb {R} ^{3}} oder zum Produkt {\displaystyle S^{2}\times \mathbb {R} }. Die Seifert-Faserung induziert auf der Überlagerung eine Blätterung als eine der folgenden Möglichkeiten:
1. ein Seifert-Bündel über {\displaystyle S^{2}} mit keinem, einem oder zwei singulären Fasern
2. ein triviales Linienbündel {\displaystyle \mathbb {R} ^{2}\times \mathbb {R} }
3. ein triviales Linienbündel {\displaystyle S^{2}\times \mathbb {R} }

Hieraus ergibt sich unter anderem, dass geschlossene Seifert-gefaserte 3-Mannigfaltigkeiten geometrisierbar im Sinne von Thurston sind und eine der Modellgeometrien {\displaystyle \mathbb {R} ^{3}}, {\displaystyle S^{3}\,}, {\displaystyle S^{2}\times \mathbb {R} }, {\displaystyle \mathbb {H} ^{2}\times \mathbb {R} }, {\displaystyle {\tilde {\mathrm {SL} }}(2,\mathbb {R} )}, oder {\displaystyle \mathrm {Nil} } tragen.
Dagegen gibt es keine Seifert-Mannigfaltigkeit mit hyperbolischer oder Sol-Geometrie.
Da eine 3-Mannigfaltigkeit maximal eine der Modellgeometrien zulässt, ergibt dies eine Charakterisierung der geschlossenen Seifert-Mannigfaltigkeiten in sechs Klassen.

## Charakterisierung von Seifert-Faserungen
Seifert-Faserraum-Vermutung (bewiesen von Casson-Jungreis und Gabai): Es sei {\displaystyle M} eine orientierbare irreduzible 3-Mannigfaltigkeit, deren Fundamentalgruppe unendlich ist und eine nichttriviale normale zyklische Untergruppe besitzt. Dann ist {\displaystyle M} eine Seifert-Faserung.

## Geschichte
Seifert-Faserungen wurden erstmals 1932 von Herbert Seifert (1907–1996) untersucht. 1979 benutzten William Jaco, Peter Shalen und (unabhängig davon) Klaus Johannson sie zur Definition und zum Beweis der JSJ-Zerlegung.